# تيريز كوفي
تيريز كوفي (مواليد 18 نوفمبر 1971) هي سياسية بريطانية تشغل منصب نائبة رئيسة الوزراء ووزيرة الصحة منذ 6 سبتمبر 2022 وهي عضوة في حزب المحافظين.